# Romescamps
Romescamps est une commune française située dans le département de l'Oise, en région Hauts-de-France.

## Géographie

La grande rue de Romescamps.

La commune de Romescamps se situe à l'extrémité ouest du département de l'Oise, en bordure du département de la Somme. Le village est situé à 10 km au nord-est de Formerie. Le relief est peu marqué, l'altitude varie entre 174 et 217 m.
Le centre est bâti sur le schéma type du village-rue que l'on retrouve dans la Picardie Verte : les habitations sont réparties de part et d'autre de l'ancienne route nationale 319 aujourd'hui départementale 392 qui relie Abancourt à Poix-de-Picardie, formant ainsi l'axe principal du village. Ces habitations sont souvent mitoyennes.

### Habitat
| Logements                                        | Nombre en 2016 | % en 2016 | nombre en 2011 | % en 2011 |
| ------------------------------------------------ | -------------- | --------- | -------------- | --------- |
| Total                                            | 259            | 100 %     | 248            | 100 %     |
| Résidences principales                           | 223            | 86,4 %    | 213            | 85,8 %    |
| → Dont HLM                                       | 25             | 11,3 %    | 30             | 14,2 %    |
| Résidences secondaires et logements occasionnels | 11             | 4,4 %     | 14             | 5,5 %     |
| Logements vacants                                | 24             | 9,2 %     | 22             | 8,7 %     |
| Dont :                                           |                |           |                |           |
| → maisons                                        | 242*           | 93,6 %    | 228            | 91,8 %    |
| → appartements                                   | 16             | 6,4 %     | 19             | 7,5 %     |

Selon le rencensement de 2016, 75,1 % des résidences principales sont occupées par leurs propriétaires.

### Hydrographie
La commune est traversée par la ligne de partage des eaux entre les bassins hydrographiques Artois-Picardie et Seine-Normandie. Elle n'est drainée par aucun cours d'eau.

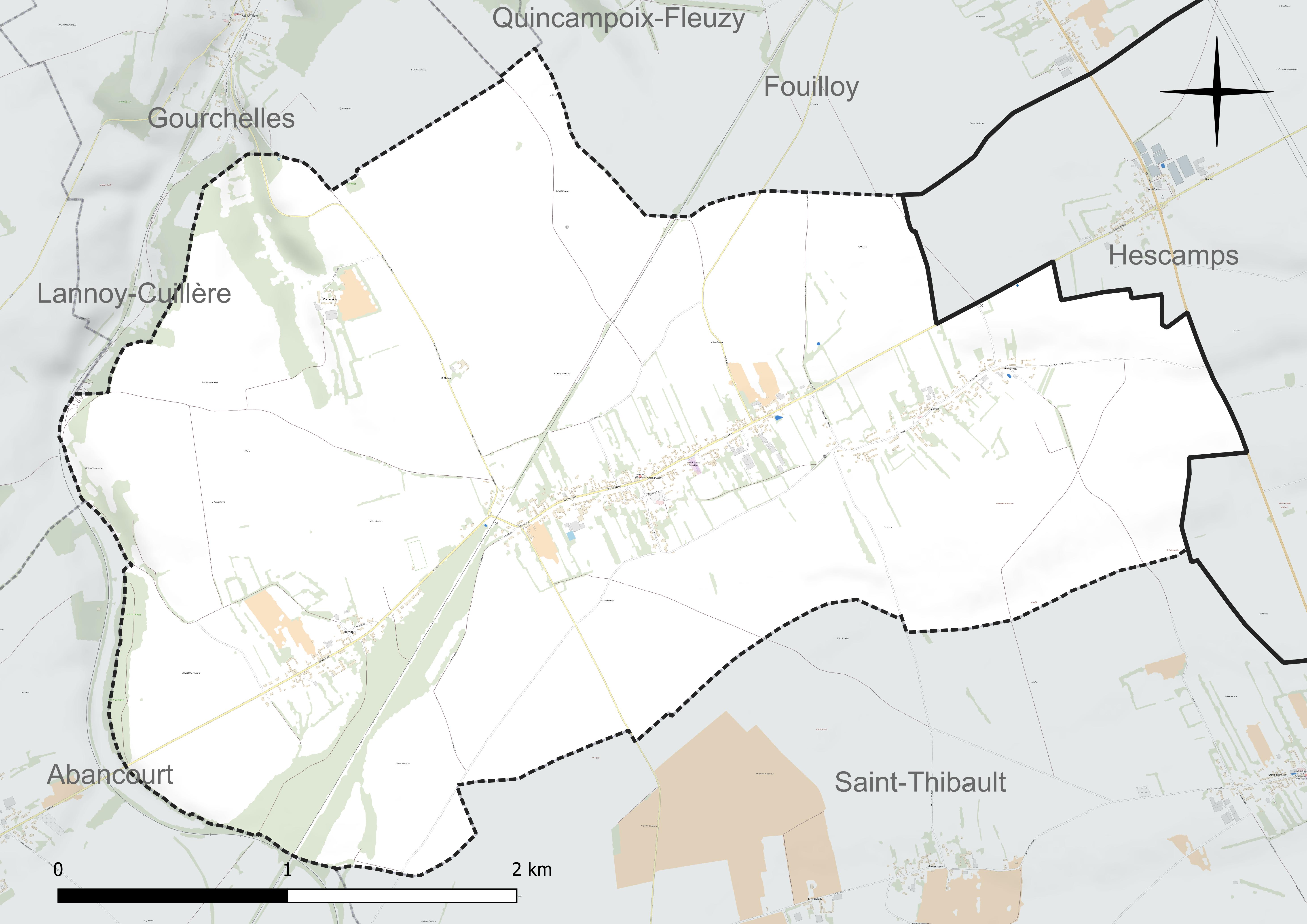
Réseau hydrographique de Romescamps.

### Climat
Pour des articles plus généraux, voir Climat des Hauts-de-France et Climat de l'Oise.
En 2010, le climat de la commune est de type climat océanique dégradé des plaines du Centre et du Nord, selon une étude du CNRS s'appuyant sur une série de données couvrant la période 1971-2000. En 2020, Météo-France publie une typologie des climats de la France métropolitaine dans laquelle la commune est exposée à un climat océanique et est dans la région climatique  Côtes de la Manche orientale, caractérisée par un faible ensoleillement (1 550 h/an) ; forte humidité de l'air (plus de 20 h/jour avec humidité relative > 80 % en hiver), vents forts fréquents. 
Pour la période 1971-2000, la température annuelle moyenne est de 9,7 °C, avec une amplitude thermique annuelle de 14,7 °C. Le cumul annuel moyen de précipitations est de 860 mm, avec 12,9 jours de précipitations en janvier et 9 jours en juillet. Pour la période 1991-2020, la température moyenne annuelle observée sur la station météorologique la plus proche, située sur la commune de Saint-Arnoult à 9 km à vol d'oiseau, est de 10,4 °C et le cumul annuel moyen de précipitations est de 797,2 mm,. Pour l'avenir, les paramètres climatiques de la commune estimés pour 2050 selon différents scénarios d'émission de gaz à effet de serre sont consultables sur un site dédié publié par Météo-France en novembre 2022.

## Urbanisme

### Typologie
Au 1er janvier 2024, Romescamps est catégorisée commune rurale à habitat dispersé, selon la nouvelle grille communale de densité à sept niveaux définie par l'Insee en 2022.
Elle est située hors unité urbaine et hors attraction des villes,.

### Occupation des sols
L'occupation des sols de la commune, telle qu'elle ressort de la base de données européenne d'occupation biophysique des sols Corine Land Cover (CLC), est marquée par l'importance des territoires agricoles (90,5 % en 2018), une proportion identique à celle de 1990 (90,5 %). La répartition détaillée en 2018 est la suivante : 
terres arables (67 %), prairies (17 %), zones agricoles hétérogènes (6,4 %), forêts (5,6 %), zones urbanisées (4 %). L'évolution de l'occupation des sols de la commune et de ses infrastructures peut être observée sur les différentes représentations cartographiques du territoire : la carte de Cassini (XVIIIe siècle), la carte d'état-major (1820-1866) et les cartes ou photos aériennes de l'IGN pour la période actuelle (1950 à aujourd'hui).

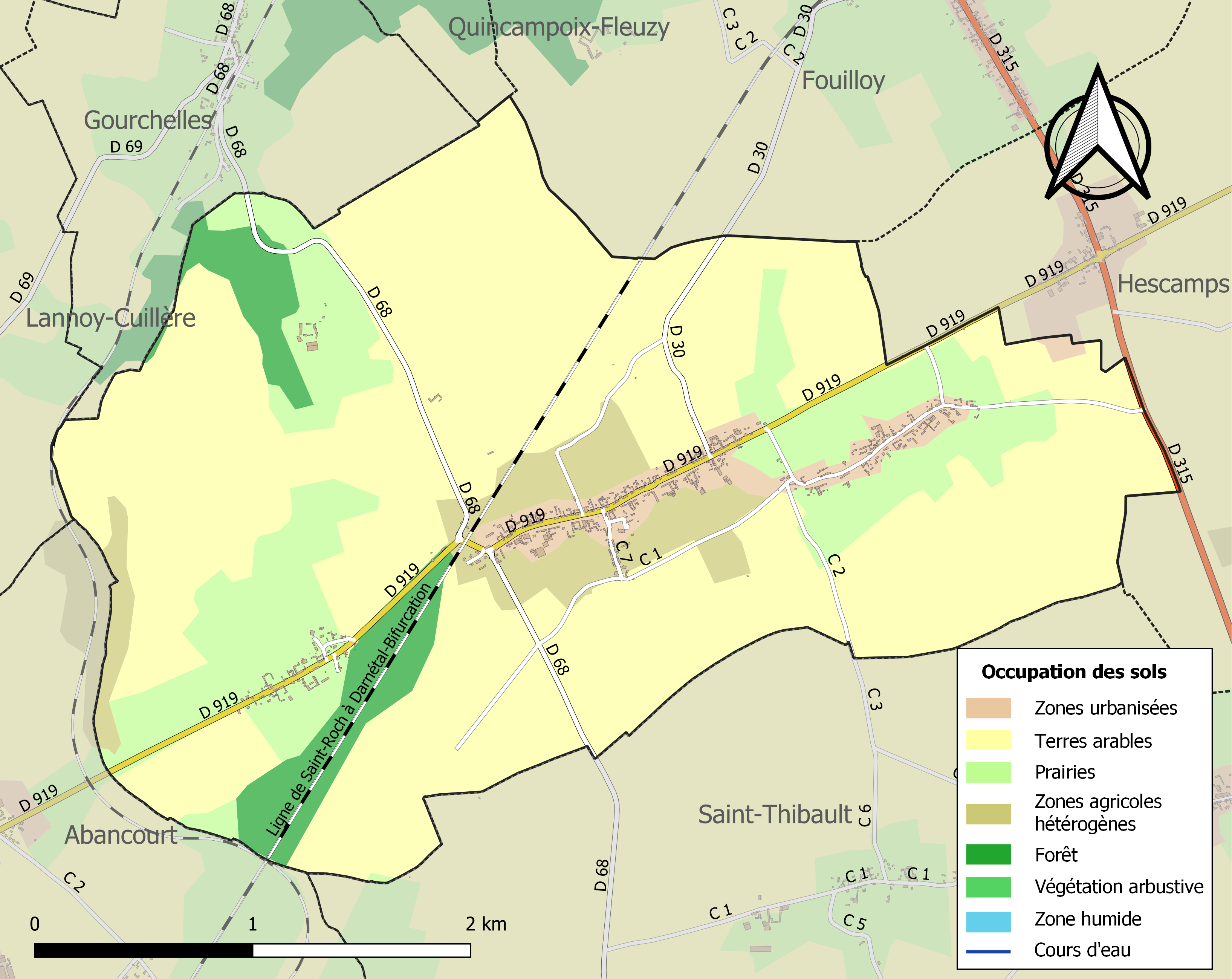
Carte des infrastructures et de l'occupation des sols de la commune en 2018 (CLC).

### Lieux-dits, hameaux et écarts
La commune compte deux hameaux, Bernapré et Carroix.

### Voies de communication et transports
Romescamps est accessible par la route départementale 919 (ex-route nationale 319).
La commune est traversée par la ligne de Saint-Roch à Darnétal-Bifurcation, qui relie Amiens à Rouen. Une halte dotée d'un bâtiment voyageur desservait autrefois la commune. La gare la plus proche est celle d'Abancourt desservie par des trains TER Normandie circulant entre les gares d'Amiens et de Rouen-Rive-Droite et par des trains TER Hauts-de-France circulant entre les gares d'Amiens et de Lille-Flandres ainsi qu'entre les gares de Beauvais et du Tréport - Mers.
La commune est desservie, en 2023, par les lignes 612, 6103, 6113, 6124 et 6152 du réseau interurbain de l'Oise.
Romescamps est située à 35 km de l'aéroport de Paris Beauvais Tillé. Il n'existe aucune liaison directe entre la commune et l'aéroport par des transports en commun.

## Toponymie
Le village est mentionné sous les formes suivantes :
- Romiscans, en 1190 (Charte de l'abbaye de Saint-Germer. archives de l'Oise) ;
- Romescans en 1203 (Charte, collection Dom Grenier) ;
- Romecan en 1450 ;
- Fief de Romescams, au XIVe siècle ;
- Romeschamp, vers 1475 ;
- Romescamps en 1517 (Titres terriers, titres ecclésiastiques, archives de l'Oise).

## Histoire

Le monument aux morts de Romescamps.

Romescamps se trouve sur l'emplacement de l'ancienne voie romaine reliant Amiens à Rouen, dont des vestiges auraient subsisté dans le village jusqu'au-delà de la Première Guerre mondiale. « On suppose que des Romains de passage y établirent une station ou tout au moins une halte comme semblent le prouver les médailles d'or' et de bronze avec des objets divers recueillis sur le territoire de cette commune ».
En 1855, des auteurs scolaires mentionnaient que la commune avait une activité textile de production de serge, comme de nombreuses localités des cantons de Grandvilliers et de Crèvecœur-le-Grand..
En 1864 était mentionné l'existence d'une foire ou d'un marché au village chaque 1er octobre.
La commune d'Abancourt est rattachée à Romescamps entre 1791 à 1823.
Première Guerre mondiale
Lors de la Première Guerre mondiale, afin de permettre à l'armée britannique de desservir ses troupes sur les fronts français, une gare régulatrice est construite de toutes pièces par le génie militaire français sur le territoire de Romescamps.
Les gares régulatrices mises en place par l'armée étaient des sortes de vastes gares de triage et de déchargement destinées, selon l'article 23 du règlement du 21 février 1900 sur les transports stratégiques, à se tenir  « en relation avec l'armée ou les armées que leurs lignes sont amenées à desservir ; elles reçoivent les demandes de transport, de ravitaillement ou d'évacuation, et y donnent satisfaction ». Le choix de l'emplacement de la gare régulatrice était destiné à lui permettre « de recevoir les envois des trois bases maritimes (c'est-à-dire à l'est de Serqueux), mais également ceux des grands dépôts créés à Abancourt et Blargies, ce qui obligeait à la placer au-delà d'Abancourt; le terrain, très accidenté en se rapprochant de Poix, ne laissait pas beaucoup d'espace pour trouver un emplacement favorable. Pour tous ces motifs, l'on fit choix de Romescamps, où l'on pouvait, avec des terrassements d'importance moyenne, réaliser une installation remplissant toutes les conditions voulues. (...) Complètement terminée en juillet [1916], elle avait demandé, pour sa construction, la main-d'œuvre suivante : trois compagnies de notre 5e Génie, une section d'ouvriers en bois, un bataillon territorial, 200 Kabyles. Elle comportait 32 kilomètres de voies, 90 000 mètres cubes de terrassement et 7 000 mètres carrés d'empierrement.
Elle avait, comme l'on voit, été complètement réalisée par la main-d'œuvre française; les Britanniques n'y avaient participé, au début, que pour quelques installations annexes, camps, baraquements, etc.
D'ailleurs, les autorités britanniques, qui avaient fait quelques objections à la création d'une G. R. intermédiaire entre les bases et la région d'Amiens, n'en sentirent vraiment toute l'utilité qu'au moment des opérations de la Somme, pendant lesquelles le ravitaillement par les bases du Sud et les évacuations vers ces bases auraient été impossibles sans l'existence de Romescamps, remarquable instrument d'exploitation qui a permis de rendre plus active la circulation sur la ligne Rouen - Amiens, d'alléger le travail des bases maritimes et d'augmenter ainsi leur rendement ».
Cette gare comportait deux faisceaux de triage, de part et d'autre de la ligne Amiens – Rouen ainsi qu'en gare d'Abancourt et comprenait deux parcs de matériels, celui de Blargies-Nord consacré à un dépôt de munitions britannique, et celui de Blargies-Sud servant au Génie britannique situés de part et d'autre de la ligne vers Beauvais et Paris. Un dispositif complexe de boucles de raccordement à double voie permettait une desserte commode de toutes les directions, y compris vers la ligne stratégique de Feuquières à Ponthoile construite de mai à août 1918, et dite ligne de 100 jours, qui servit lors des grandes offensives alliées de la fin de l'été et de l'automne 1918,. Elle disposait d'une annexe pour les munitions à Formerie, où l'on construisit six grands groupes d'entrepôts au moyen d'éléments standardisés en bois
À la suite de la Première Guerre mondiale, Romescamps reçoit la Croix de guerre 1914-1918, avec la citation suivante à l'ordre de l'armée : « A supporté courageusement les violents bombardements par avions, dont elle a été l'objet au cours de la guerre.
Malgré ses deuils, les souffrances endurées et les dégâts commis, a toujours fait preuve de la plus grande confiance dans la victoire finale ».

## Politique et administration

La communauté de communes de la Picardie verte dans le département de l'Oise.

### Rattachements administratifs et électoraux
La commune se trouve dans l'arrondissement de Beauvais du département de l'Oise. Pour l'élection des députés, elle fait partie de la deuxième circonscription de l'Oise.
Elle était de 1793 à 1801 le chef-lieu d'un éphémère canton de Romescamps, avant d'être rattachée, cette année-là, au canton de Formerie. Dans le cadre du redécoupage cantonal de 2014 en France, elle intègre le canton de Grandvilliers, dont elle est désormais membre.

### Intercommunalité
Romescamps fait partie, comme quatre-vingt-huit autres communes, de la communauté de communes de la Picardie Verte qui correspond l'ensemble des communes des anciens cantons de Formerie, Grandvilliers et Marseille-en-Beauvaisis, ainsi que certaines communes du canton de Songeons.
La commune fait également partie du « Grand Beauvaisis », l'un des seize pays à constituer le « Pays de Picardie ».

### Liste des maires
| Période                                  | Période                   | Identité                  | Étiquette | Qualité |
| ---------------------------------------- | ------------------------- | ------------------------- | --------- | --- |
| Les données manquantes sont à compléter. |                           |                           |           | |
| 1863                                     | 1872                      | Tasse Leroy               |           | |
| 1880                                     |                           | Arsène Mantel             |           | Notaire |
| 1890                                     | 1921                      | Émile Roussel (1850-1934) | Rad.      | Médecin Conseiller d'arrondissement (1886 → 1895) Conseiller général de Formerie (1895 → 1901 et 1907 → 1913) |
| Les données manquantes sont à compléter. |                           |                           |           | |
| 1953                                     | 1977                      | Roger Cocu                |           | |
| mars 1977                                | 2001                      | Denis Petit               |           | Président de la société de chasse                                                                             |
| mars 2001                                | 2008                      | Sanguy Bocquet            | DVD       | |
| mars 2008                                | 2014                      | Jacques Magnier           |           | |
| mars 2014,                               | En cours (au 23 mai 2020) | Jacques Peigné            | SE        | Réélu pour le mandat 2020-2026,                                                                               |

## Population et société

### Démographie

#### Évolution démographique
L'évolution du nombre d'habitants est connue à travers les recensements de la population effectués dans la commune depuis 1793. Pour les communes de moins de 10 000 habitants, une enquête de recensement portant sur toute la population est réalisée tous les cinq ans, les populations de référence des années intermédiaires étant quant à elles estimées par interpolation ou extrapolation. Pour la commune, le premier recensement exhaustif entrant dans le cadre du nouveau dispositif a été réalisé en 2008.

En 2022, la commune comptait 542 habitants, en évolution de −3,21 % par rapport à 2016 (Oise : +0,87 %, France hors Mayotte : +2,11 %).
| 1793  | 1800  | 1806  | 1821  | 1831 | 1836 | 1841 | 1846 | 1851 |
| ----- | ----- | ----- | ----- | ---- | ---- | ---- | ---- | ---- |
| 1 102 | 1 339 | 1 329 | 1 311 | 877  | 908  | 902  | 861  | 856  |

| 1856 | 1861 | 1866 | 1872 | 1876 | 1881 | 1886 | 1891 | 1896 |
| ---- | ---- | ---- | ---- | ---- | ---- | ---- | ---- | ---- |
| 825  | 755  | 728  | 651  | 648  | 618  | 566  | 546  | 514  |

| 1901 | 1906 | 1911 | 1921 | 1926 | 1931 | 1936 | 1946 | 1954 |
| ---- | ---- | ---- | ---- | ---- | ---- | ---- | ---- | ---- |
| 510  | 505  | 506  | 500  | 457  | 463  | 423  | 515  | 469  |

| 1962 | 1968 | 1975 | 1982 | 1990 | 1999 | 2006 | 2008 | 2013 |
| ---- | ---- | ---- | ---- | ---- | ---- | ---- | ---- | ---- |
| 468  | 499  | 457  | 406  | 439  | 482  | 520  | 530  | 575  |

| 2018 | 2022 | - | - | - | - | - | - | - |
| ---- | ---- | - | - | - | - | - | - | - |
| 534  | 542  | - | - | - | - | - | - | - |

#### Pyramide des âges
La population de la commune est relativement jeune.
En 2018, le taux de personnes d'un âge inférieur à 30 ans s'élève à 40,1 %, soit au-dessus de la moyenne départementale (37,3 %). À l'inverse, le taux de personnes d'âge supérieur à 60 ans est de 21,6 % la même année, alors qu'il est de 22,8 % au niveau départemental.
En 2018, la commune comptait 263 hommes pour 271 femmes, soit un taux de 50,75 % de femmes, légèrement inférieur au taux départemental (51,11 %).
Les pyramides des âges de la commune et du département s'établissent comme suit.
| Hommes | Classe d’âge | Femmes |
| ------ | ------------ | ------ |
| 0,4    | 90 ou +      | 0,7    |
| 7,2    | 75-89 ans    | 10,3   |
| 12,2   | 60-74 ans    | 12,2   |
| 21,3   | 45-59 ans    | 18,8   |
| 19,4   | 30-44 ans    | 17,3   |
| 16,7   | 15-29 ans    | 15,5   |
| 22,8   | 0-14 ans     | 25,1   |

| Hommes | Classe d’âge | Femmes |
| ------ | ------------ | ------ |
| 0,5    | 90 ou +      | 1,4    |
| 5,5    | 75-89 ans    | 7,6    |
| 15,6   | 60-74 ans    | 16,3   |
| 20,8   | 45-59 ans    | 20     |
| 19,4   | 30-44 ans    | 19,4   |
| 17,6   | 15-29 ans    | 16,2   |
| 20,6   | 0-14 ans     | 19,1   |

### Enseignement

Le groupe scolaire Roger-Cocu avant son extension de 2016-2017.

L'enseignement primaire est assuré par un regroupement pédagogique concentré (RPC) qui accueille à la rentrée 2017 109 élèves (44 maternels, 65 élémentaires) issus des communes d'Escles-Saint-Pierre, Fouilloy, Gourchelles et Romescamps dans cinq classes.
Elles sont implantées dans l'école Roger-Cocu de Romescamps, du nom du maire qui, en 1965, avait donné le terrain nécessaire à sa construction. Le syndicat intercommunal qui gère le RPC a étendu en 2016-2017 les locaux d'origine de 600 m2 qui accueillent des salles de classe (équipées de tableaux blancs interactifs et d'une connexion à internet), de motricité et de nombreuses annexes,.

### Services publics
Romescamps ne possède aucun service public, hormis la mairie et le groupe scolaire[Quand ?]. Son seul commerce est un garage d'automobiles.

## Culture locale et patrimoine

### Lieux et monuments

L'église Saint-Jean-Baptiste.

- Romescamps compte une église paroissiale, Saint-Jean-Baptiste, datant du XIIIe siècle et dont le clocher en charpente et ardoises est terminé par une haute flèche octogonale flanquée de deux autres plus petites, et qui semble dater de la fin du XVIe siècle. L'église desservait une commanderie de l'ordre de Malte, dont des vestiges subsistent au sud, ainsi qu'une croix de Malte, au sommet du contrefort nord de la façade. Les bas-côtés et le chœur ont été partiellement refaits au XVIe siècle en silex et briques[42].
À l'intérieur, le lutrin[43] et les fonts baptismaux[44] sont répertoriés aux monuments historiques.

L'église Saint-Jean-Baptiste
Nef de l'église.
Chœur de l'église.
Fonts baptismaux.

- au hameau de Bernapré, petit château construit tout en brique, au XVIIIe siècle, et chapelle à proximité ;
- monument aux morts de la Première Guerre mondiale, ainsi que plusieurs plaques commémoratives à l'intérieur et à l'extérieur de l'église.
- Le cimetière, situé à côté de l'église, comporte un carré militaire de militaires du Commonwealth morts pendant la Seconde Guerre mondiale[45].
- L'emprise de la gare régulatrice de Romescamps, de la Première Guerre mondiale, est encore visible sur les photos aériennes de la commune[46].

### Personnalités liées à la commune
- André Barroyer, Étienne Routin, Eugène Secrétin et Maurice Vigreux, soldats français tués au début de la Seconde Guerre mondiale, lors de la bataille de France le 6 juin 1940 en défendant le village contre l'avancée ennemie. Un monument commémoratif est érigé en 2020 par l'association des anciens combattants de Romescamps pour honorer leur souvenir[47]